# 静岡県富士水泳場
静岡県富士水泳場（しずおかけんふじすいえいじょう、英語訳:Shizuoka Prefectural Fuji Swimming Pools）は、静岡県富士市大淵にある水泳場。2002年にオープン。

## 概要
2003年のNEW!!わかふじ国体にあわせて建設された。2005年4月より指定管理者として静岡ビル保善株式会社が管理運営に当たっている。
2013年7月15日、屋内プール天井の天井板が落下。前日の施設施錠から当日朝施設開錠の間の事故だったため施設内は無人で、人的被害はなかったものの屋内プールは当面営業休止となった。2010年に同じく天井板が落下した静岡県立水泳場と同じ吊り天井構造だった。ただし、天井板の素材は別のものである。
再開後は2018年にFINA飛込ワールドシリーズが開催された。
本水泳場は、2004年に建築業協会主催の第45回BCS賞を受賞している

## 施設
- 競泳プール
50m×25m、日本水泳連盟公認競泳プール。長水路のときは10コース、短水路のときは10コース2面である。深さは0mから3.0mの可動床で、一般開放時は通常1.2mである。
- 飛込プール
25m×25m、日本水泳連盟公認飛込プール。深さは0mから5mの可動床。一般開放時はこどもプールとして水深0.9mに設定している時間と、水深5mにして飛込ができる時間とがある（飛込は団体か教室を受講し許可証（カード）を発行された者に限る）。観客席はメインプールと共通。
- トレーニングルーム

## 交通
- 東名高速道路富士ICより車で約10分